# Forme di Chern-Simons
In matematica, le forme di Chern-Simons sono certe classi caratteristiche secondarie. Sono sembrate utili nella teoria di gauge, e (soprattutto la terza forma) costituiscono il fondamento della teoria di Chern-Simons che deve il suo nome ai due autori Shiing-Shen Chern e James Harris Simons.

## Definizione
Data una varietà differenziabile e una 1-forma A su di essa a valori in un'algebra di Lie, si può definire una famiglia di p-forme:
In una dimensione, la 1-forma di Chern-Simons viene data da:
{\displaystyle Tr[\mathbf {A} ]}.
In tre dimensioni, la 3-forma di Chern-Simons viene data da:
{\displaystyle Tr[\mathbf {F} \wedge \mathbf {A} -{\frac {1}{3}}\mathbf {A} \wedge \mathbf {A} \wedge \mathbf {A} ]}.
In cinque dimensioni, la 5-forma di Chern-Simons viene data da:
{\displaystyle Tr[\mathbf {F} \wedge \mathbf {F} \wedge \mathbf {A} -{\frac {1}{2}}\mathbf {F} \wedge \mathbf {A} \wedge \mathbf {A} \wedge \mathbf {A} +{\frac {1}{10}}\mathbf {A} \wedge \mathbf {A} \wedge \mathbf {A} \wedge \mathbf {A} \wedge \mathbf {A} ]}
dove si definisce la curvatura come:
{\displaystyle \mathbf {F} =d\mathbf {A} +\mathbf {A} \wedge \mathbf {A} }.
La forma generale di Chern-Simons ω2k-1 si definisce in maniera tale che dω2k-1 = Tr (Fk) dove si utilizza per definire Fk il prodotto wedge.
Vedere la teoria di gauge per maggiori dettagli.
In generale, la p-forma di Chern-Simons si definisce per ogni p dispari. Vedere la teoria di gauge per le definizioni. Il suo integrale su una varietà p-dimensionale è un invariante di omotopia. Questo valore si chiama numero di Chern.